# Twilight (boekenreeks)
Twilight is een serie fantasie/romantiek-romans, geschreven door Stephenie Meyer. De serie draait om Isabella "Bella" Swan, een tiener die na te zijn verhuisd naar Forks verliefd wordt op een vampier genaamd Edward Cullen.
Het vertelperspectief doorheen de serie is voornamelijk Bella Swans perspectief, afgewisseld door Jacob Black in Morgenrood. Midnight Sun (een hervertelling van het eerste deel) wordt verteld vanuit Edward Cullens perspectief.
De serie is een van de populairste series voor jonge lezers. Er zijn wereldwijd 25 miljoen exemplaren van verkocht. De boeken zijn vertaald in 37 talen.

## Boeken in de reeks
De serie kent de volgende delen:
- Twilight, een levensgevaarlijke liefde (Engelse titel: Twilight)
- Nieuwe Maan (Engelse titel: New Moon)
- Eclips (Engelse titel: Eclipse)
- Het korte tweede leven van Bree Tanner (Engelse titel: The short second life of Bree Tanner)
- Morgenrood (Engelse titel: Breaking Dawn)
- Midnight Sun
- Leven en Dood, Twilight herschreven (Engelse titel: Life and death, Twilight reimagined)

Midnight Sun lekte voortijdig uit via internet, waarna Stephenie Meyer in augustus 2008 besloot om dit deel voor onbepaalde tijd uit te stellen.
Daarbij heeft Meyer op de officiële Twilight-website de uitgelekte hoofdstukken openbaar gemaakt. Uiteindelijk is dit deel alsnog uitgekomen in 2020.
Stephenie Meyer heeft voorts besloten er nog een verhaal aan toe te voegen: Het korte tweede leven van Bree Tanner. Dit is een verhaal dat is gebaseerd op "Eclips". Het wordt verteld door Bree, een jonge vampier. Dit boek kwam in Amerika op 5 juni 2010 uit.
In Het Officiële Geïllustreerde Boek bij de Twilight Saga staat allerlei informatie over de boeken en de personages.
Twilight the Graphic Novel Vol 1 is een strip-versie van de eerste twaalf hoofdstukken van Twilight, dit is trouwens ook de enige novel van de Twilight boekenreeks die in het Nederlands verkrijgbaar is. Twilight the Graphic Novel Vol 2 is een stripversie van laatste 12 hoofdstukken van Twilight. Er is ook een New Moon the Graphic Novel Vol 1 uitgekomen in 2013, van de eerste paar hoofdstukken van Nieuwe maan: in juli 2014 kwam New Moon the Graphic Novel Vol 2 uit.

## Personages

### Hoofdpersoon
Bella Swan Cullen (Isabella Marie Swan Cullen)
Het hoofdpersonage van de serie Bella Swan Cullen (Kristen Stewart). Alle boeken zijn hoofdzakelijk vanuit haar perspectief geschreven (op Midnight Sun na, maar dat boek is nooit uitgegeven omdat het op internet al te lezen was), alhoewel met name in het vierde deel ook veel geschreven wordt vanuit Jacobs perspectief.
Ze is een jonge tiener die bekendstaat als een 'gevarenmagneet'. Ze kan Edwards liefde voor haar nooit helemaal vatten. Doordat Bella's gedachten beschermd zijn door haar schild, is zij vrijwel immuun voor mentale krachten van vampiers (op Alice, Jasper en Renesmee na).
Edward (die gedachten kan lezen) kon Bella's gedachten dus nooit horen. Wanneer ze een vampier wordt, in deel vier, blijkt deze eigenschap zich in een zeer krachtige speciale gave te manifesteren: ze kan zichzelf én anderen beschermen tegen mentale krachten van andere vampieren door middel van een schild. Dit schild kan ze ten slotte uitbreiden, waardoor ze haar familie en vrienden kan beschermen tegen de krachten van Jane, zij zou mensen hevige pijn laten bezorgen. Als ze later met Edward trouwt heet ze Isabella Marie Cullen.
Doodsoorzaak: Werd zwanger van Renesmee en overleed bijna tijdens de bevalling. Edward redde haar door een injectie met zijn 'vampiergif' direct in haar hart te spuiten en haar over haar hele lichaam te bijten waardoor het gif zich sneller zou verspreiden.
Gebeten door: James (deel één) - het gif werd door Edward uit haar pols gezogen, waardoor ze twee halvemaanvormige littekens heeft.
Edward (deel vier) - waardoor ze vampier werd.
Relatie met: Edward Cullen
Moeder van: Renesmee

### De Cullens
- Carlisle Cullen, Esmé Cullen, Edward Cullen, Renesmee Cullen, Emmett Cullen, Rosalie Hale, Alice Cullen en Jasper Hale.

Dr. Carlisle Cullen
De oudste vampier van de Cullen-familie en adoptievader van Edward, Alice, Rosalie, Emmett en Jasper. Hij behoort tot de beste dokters van het land, dit dankzij de vele eeuwen ervaring die hij heeft. Hij is vrijwel immuun voor de geur van bloed, aangezien hij al meer dan 300 jaar vecht tegen zijn verleidingen. Hij is de meest vredelievende vampier der vampieren.
Doodsoorzaak: Carlisle's vader was lid van een groep mensen die jacht maakte op mythische wezens en Carlisle deed soms mee, en hij was de eerste die ook daadwerkelijk de schuilplaats van een aantal vampiers vond. Tijdens het gevecht werd hij gebeten door een vampier.
Hij dook onder, omdat hij wist dat hij nu spoedig een vampier zou worden, iets waarvan hij walgde. Omdat hij niemand wilde vermoorden dronk hij niets, waardoor hij alsmaar zwakker en zwakker werd. Tot hij een keer een kudde herten voorbij zag rennen. Hij kon de verleiding van hun bloed niet weerstaan. Zo kwam hij erachter dat je ook als vampier kon "overleven" zonder mensenbloed te drinken.
Relatie met: Esmé Cullen
Baan: Arts
Esmé Cullen (Esmé Anne Platt Everson Cullen)
Ze is de adoptiemoeder van de Cullens en de vrouw van Carlisle. Ze heeft de gave om onvoorwaardelijk te kunnen liefhebben.
Doodsoorzaak: Verloor als mens haar zoontje doordat ze mishandeld was door haar man tijdens haar zwangerschap. Ze was hier zo kapot van dat ze van een klif sprong. Carlisle vond haar, meer dood dan levend, in het mortuarium van het ziekenhuis waar hij werkte en transformeerde haar.
Gebeten door: Carlisle. (2e persoon)
Relatie met: Carlisle Cullen.
Edward Cullen (Edward Anthony Masen Cullen)
Oudste 'zoon' van Carlisle en Esmé. Naast de gebruikelijke vampierkrachten, snelheid en kracht, kan hij ook gedachten lezen.
Doodsoorzaak: Edward leed aan de spaanse griep. Carlisle werkte in het ziekenhuis waar hij lag. Zijn moeder had Carlisle op haar sterfbed gesmeekt om haar zoon te redden, ze vertelde Carlisle dat ze wist wat hij was en dat ook moest gebruiken om haar zoon te redden. Hij veranderde Edward omdat hij iets puurs en goeds in hem zag. En hij het zonde zou vinden wanneer zo'n goede ziel verloren zou gaan...
Gebeten door: Carlisle 
Relatie met: Bella Swan
Vader van: Renesmee.
Renesmee Cullen (Renesmee Carlie Cullen)
Dochter van Edward en Bella Cullen, geboren uit vampiervader en mensmoeder. Ze is een halfbloed. Ze leert en groeit zeer snel, en zal binnen zeven jaar volwassen worden. daarna zal ze onveranderd blijven. Haar hart klopt, ze leeft van menseneten maar ook van bloed. In tegenstelling tot vampiers produceert ze geen gif. Ze kan haar gedachten en herinneringen delen met anderen door aanraking van haar hand. Deze gave heeft ze waarschijnlijk gekregen door de gaves van haar ouders. Edward kan gedachten lezen, en Bella is een schild.
Doodsoorzaak: N.v.t.
Gebeten door: N.v.t.
Relatie met: Door Jacob Black ingeprent
Dochter van: Edward en Bella Cullen
Emmett Cullen (Emmett McCarty Cullen)
Een van de 'zonen' van Carlisle en Esmé. Emmetts gave is zijn ongelofelijke kracht.
Doodsoorzaak: Vocht met een beer en raakte zwaargewond. Rosalie vond hem, en bracht hem naar Carlisle.
Gebeten door: Carlisle
Relatie met: Rosalie Hale
Rosalie Hale (Rosalie Lillian Hale)
Een van de 'dochters' van Carlisle en Esmé. Ze is het mooiste meisje dat je ooit gezien hebt, en is ook gewend om dat te horen. Is jaloers geweest op Bella (toen zij nog een mens was), omdat Bella vampier wilde worden, ze had de keuze, Rosalie had die niet. Uiteindelijk kunnen Rosalie en Bella wel met elkaar opschieten door hun gedeelde smart om Renesmee.
Doodsoorzaak: Overleed bijna aan haar verwondingen. Toen zij nog mens was, stond zij op het punt te trouwen. Haar verloofde (Royce King) en enkele vrienden mishandelden haar en zorgden er op die manier voor dat zij bijna overleed. Carlisle vond en transformeerde haar.
Gebeten door: Carlisle (3e persoon).
Relatie met: Emmett Cullen.
Alice Cullen (Mary Alice Brandon Cullen)
De andere adoptiedochter van Carlisle en Esmé. Alice is haar menselijke geheugen bijna volledig kwijt doordat ze lange tijd opgesloten heeft gezeten in een psychiatrische instelling, maar ze werd als mens nagejaagd door James en een oudere vampier veranderde haar zodat ze niet ten prooi zou vallen aan James.
Ze is samen met Jasper op zoek gegaan naar de Cullens, nadat zij hen in de toekomst had gezien.
Ze kan in de toekomst kijken. Deze is echter subjectief, en verandert naarmate iemand een andere beslissing neemt. Jacob (weerwolf), Renesmee (half vampier/half mens) en de andere Quillieute-wolven zijn de enigen wier toekomst Alice niet kan zien.
Doordat Alice de toekomst kan zien, is ze altijd op de hoogte van de nieuwste mode en de beurzen.
Zij vindt dat je kleding nooit een tweede keer moet dragen. Door haar zicht op de beurzen zijn de Cullens ook zo rijk.
Doodsoorzaak: Geen, James (de vampier die later ook weer zal opduiken om Bella te vermoorden) zat achter haar aan, waardoor haar 'bewaker' haar beet om haar dood te voorkomen.
Gebeten door: Een vampier die voor haar wilde zorgen. Toen hij doorhad dat James achter haar aanzat, heeft hij haar gebeten.
Relatie met: Jasper Hale.
Jasper Hale (Majoor Jasper Whitlock Hale)
De adoptiezoon van Carlisle en Esmé. Hij is samen met Alice naar de Cullens op zoek gegaan.
Jasper vocht in Zuid-Amerika, samen met jonge vampiers, in de talloze oorlogen tussen de vampieren in dat werelddeel.
Hij is degene die het meeste moeite heeft met het Cullen-dieet omdat hij als kortste vegetariër is. Jasper heeft ook een gave. Hij kan de emotionele sfeer beheersen. Bijvoorbeeld dat je minder bang wordt. Hij is ook een zeer ervaren vechter door zijn jarenlange ervaring als 'vampiergeneraal'.
Doodsoorzaak: Werkte vroeger in het leger (burgeroorlog), en kwam op een dag drie mooie vrouwen tegen, die later vampiers bleken te zijn. Hij werd gebeten en leefde sindsdien samen met de andere vrouwen. Hij leidde jonge vampiers op, tot ze niet meer nodig waren, en vernietigde hen dan.
Hij ontsnapte aan de klauwen van Maria met de hulp van Peter en Charlotte. Alice vond hem in een diner nadat hij in een depressie was geraakt doordat hij de emoties van de personen die hij eet kan voelen.
Relatie met: Alice Cullen
Gebeten door: Maria

### Overige personages
Jacob Black (Taylor Lautner)
Lid van de Quileute-stam. Hij speelt in de eerste roman nog een bijrol, maar wordt een vast personage vanaf het tweede boek. Hij is een weerwolf, en een van Bella’s beste vrienden (ook al is hij verliefd op haar). Aanvankelijk kan hij daarom niet overweg met Edward. Hij is ook de eigenlijke Alfawolf van de roedel vanwege zijn geboorterecht als kleinzoon van Ephraim Black, de voormalige Alfawolf en opperhoofd van de stam. In Morgenrood neemt hij afstand van de roedel, omdat zij Bella willen vermoorden omdat ze denken dat ze zwanger is van een monster. Zijn plan is om de Cullens te beschermen en daarna alleen naar het noorden te gaan om als wolf te leven. Maar dan komt eerst Seth Clearwater en daarna ook Leah mee en wordt hij -een beetje tegen zijn zin- Alfa van zijn eigen roedel. Later komen ook nog Quil en Embry naar deze nieuwe roedel. Hij vertelt Bella in het eerste deel de mythes over zijn voorvaderen en de Cullens.
Relatie: Ingeprent met Renesmée Cullen (inprenten is het overmatig willen beschermen van een persoon en alleen gelukkig kunnen zijn als de ander dat ook is). Zijn hele wezen verlangt naar het welzijn van haar en hij leeft uitsluitend nog bij de gratie van haar bestaan.
James (Cam Gigandet)
Hij is een 'tracker' (ook 'spoorzoeker' genoemd) en de leider van een groep nomaden. Hij spoort andere vampiers op en is gek op de jacht. Hij is een nomade en trekt samen met Laurent en Victoria rond, op zoek naar bloed.
In het eerste boek komt hij Bella tegen op het honkbalveld waar zij op dat moment een honkbalwedstrijd tussen de Cullens toeschouwt. Edward en zijn familie beschermen Bella. Het feit dat zij zo lekker ruikt en beschermd wordt door vampiers, maakt dat Bella een uitzonderlijke uitdaging voor James wordt en hij niet rust voor hij haar bloed gedronken heeft. Uiteindelijk vermoorden de Cullens James. Hij lokt Bella met Behulp van oude familie fimpjes en de stem van haar moeder. 
Doodsoorzaak: Werd vermoord door de familie Cullen.
Relatie met: Victoria.
Victoria (Rachelle Lefevre)
Zij is een vurige, roodharige vampier en heeft de gave om uitzonderlijk goed te kunnen ontsnappen.
Als James dood is, is ze razend.
Ze probeert Bella te vermoorden, als wraak op wat Edward haar heeft aangedaan (oog om oog, partner om partner).
Uiteindelijk wordt ze vermoord door Edward Cullen in Eclips.
Doodsoorzaak: Werd vermoord door Edward.
Relatie met: James.
Laurent (Edi Gathegi)
Hij is degene die zich van James moet voordoen als leider van de groep nomaden.
Na de dood van James gaat Laurent een tijdje bij de Denali-familie wonen, waar hij een relatie krijgt met Irina. Het vegetarische dieet houdt hij echter niet uit, en hij vertrekt weer terug richting Forks.
Uiteindelijk wordt hij vermoord door de weerwolven. In het eerste deel vertrekt hij naar het noorden, want hij wil niet kiezen tussen de Cullens en James.
Doodsoorzaak: Werd vermoord door de weerwolven.
Relatie met: Irina
De Volturi
De Volturi zijn een vampierenfamilie die in Volterra (Italië) woont. Carlisle heeft een tijd bij hen gewoond. De familie bestaat uit vijf personen, allen ruim 3000 jaar oud. Daarbij komt de wacht van gemiddeld negen personen, van wie de meesten een gave hebben. In "Nieuwe Maan" gaat Edward bij hen op bezoek, met de bedoeling zichzelf te laten vermoorden omdat hij denkt dat Bella dood is en hij niet zonder haar kan leven. Aro weigert eerst omdat hij Carlisle te vriend wil houden, waarop Edward besluit te onthullen wat hij eigenlijk is door in het zonlicht te stappen, wat ten strengste verboden is. Uiteindelijk voorkomt Bella dat.
Aro (Michael Sheen)
Aro is het hoofd van de Volturi-clan. Hij heeft ongeveer dezelfde gave als Edward, gedachten horen, maar hij moet daarvoor fysiek contact hebben. Wel kan hij dan alle gedachten horen die iemand ooit heeft gehad. En net als bij Edward is Bella immuun voor zijn gave. Aro heeft een perkament-achtige witte huid en is bijna doorschijnend. Hij heeft zwart golvend haar en draagt een traditionele zwarte cape.
Caius (Jamie Campbell Bower)
Caius is Aro's "broer", maar heeft geen gave. In "Nieuwe Maan" is hij erop tegen dat Bella weer mag gaan en zorgt ervoor dat de afspraak is gemaakt dat Bella in de toekomst òf dood òf veranderd moet zijn. Hij heeft sneeuwachtig haar en net zo'n huid als Aro.
Marcus (Christopher Heyerdahl)
Marcus is de laatste van het trio. Hij heeft ook een gave, namelijk de banden tussen mensen zien. Hij verwondert zich erover dat die tussen Edward en Bella zo sterk is. Hij ziet er hetzelfde uit als Aro.
Relaties: de lijfwachten van de Volturi, waaronder Alec, Jane, Demitri, Felix en Renata, voeren de straffen uit waartoe de Volturi-leiders beslissen. Ook zijn er nog The Wives; zij zijn de zielsverwanten van Aro en Caius. Marcus' zielsverwant is ooit vermoord door Aro om te voorkomen dat Marcus de Volturi zou verlaten.
Jane (Dakota Fanning)
Jane is iemand van de wacht van de Volturi. Zij heeft de gave om iemand vreselijke pijn te laten voelen. Deze gave werkt niet bij Bella, omdat zij een schild heeft als gave. Dit ging ook niet toen Bella nog mens was.
Alec (Cameron Bright)
Alec is de tweelingbroer van Jane; zijn gave is tegengesteld aan die van zijn zus. Zij martelt haar slachtoffers, hij verdooft ze. Hij zorgt ervoor dat ze geen enkele zintuiglijke prikkels meer doorkrijgen. Net zoals Edward iedereen tegelijk hoort, en Aro alleen degene die hij aanraakt, zo kan Jane maar één persoon tegelijk uitschakelen, en Alec een hele groep tegelijk.
Demetri (Charlie Bewley)
Demetri hoort ook bij de Volturi-wacht. Hij is de beste spoorzoeker in de vampierenwereld, en ook een van hun aanvallers.
Felix (Daniel Cudmore)
Felix is net als Demetri een lid van de Volturi-aanvallers. Hij is een echte vechtersbaas.
Renata
Renata is de persoonlijke lijfwacht van Aro. Ze heeft de gave een aanvaller te kunnen laten afbuigen tegen diens wil. Tijdens een gevecht blijft ze dus bij Aro. Er is niet getest of haar gave op Bella werkt.
Zafrina en Senna (judi shekoni en tracey haggins)
Zij zijn amazonevampiers en bevriend met Carlisle. Zafrina kan mensen hun perceptie van de werkelijkheid aanpassen, door deze desoriëntatie zijn ze gemakkelijk uit te schakelen.
Benjamin (Rami Malek)
Speciale kracht: besturen van de (vier) elementen water, aarde, lucht en vuur. Amun is er bang voor dat de Volturi ontdekt wat zijn gave is en dan moet hij erbij komen. Dus Amun laat Bejamin verborgen.
De Ieren
De Ieren bestaan uit Siobhan, Liam en Maggie (Lisa Howard, Patrick Brennan en Marlane Barnes). Maggie heeft de gave om leugens te onderscheiden van de waarheid en daarom wordt er ook altijd naar haar oordeel geluisterd. Siobhan denkt dat zij geen gave heeft maar de Cullens vermoeden wel dat ze een gave heeft: namelijk iets naar haar hand kunnen zetten. Liam heeft geen gave.
Quil Ateara (Tyson Houseman)
Hij is de beste vriend van Jacob en ook een weerwolf.
Relatie: ingeprent met Claire, een tweejarig meisje.
Seth Clearwater (Booboo Stewart)
Een jonge weerwolf, zijn vacht is zandkleurig. Hij is bevriend met Edward en alle andere vampiers. Toen Edward moest vechten tegen Victoria, doodde hij Riley, een jonge vampier die Victoria had gemaakt.
Relaties: Leah Clearwater is zijn zus. Sue en Harry Clearwater zijn zijn ouders, Harry stierf in New Moon en Sue is in Morgenrood samen met Charlie Swan.
Leah Clearwater (Julia Jones)
Zij is de enige vrouwelijke weerwolf, haar vacht is grijs. Ze had een relatie met Sam Uley maar toen haar nichtje Emily op bezoek kwam, prentte Sam Emily in. Ze is hier nog steeds boos om. Toen ze pas veranderd was, lag ze een beetje in de knoop met zichzelf omdat ze nu niet meer zwanger kon worden en ze zich afvroeg of er iets mis was met haar. Doordat ze hier vaak over nadacht, bracht dit wat spanningen in de roedel.
Sam Uley (Chaske Spencer)
Hij is de Alfawolf omdat hij als eerste veranderde. Normaal zou Jacob door zijn genetische afkomst Alfa worden als hij ook veranderde, maar dit heeft hij geweigerd. Hij had vroeger een relatie met Leah.
Relatie: ingeprent met Emily. Sam was, toen hij pas weerwolf was, een keer zijn zelfbeheersing verloren toen Emily te dichtbij stond. Daarom heeft zij nu drie lange littekens over haar gezicht lopen.
Paul Lahote (Alex Meraz)
Ook hij is een weerwolf. Hij is ingeprent met de zus van Jacob, Rachel, waardoor Jacob hem niets kan doen. Hij vond het moeilijk om zijn zelfbeheersing niet te verliezen.
Relatie: ingeprent met Rachel, de zus van Jacob.
Embry Call (Kiowa Gordon)
Zijn moeder is geen Quileute, dus was het raar dat hij een weerwolf werd. Hij weet niet wie zijn vader is. Het is ofwel de vader van Jacob, of de vader van Quil, of de vader van Sam, of de vader van Leah en Seth.
Brady Fuller en Collin Littlesea
Brady en Collin zijn de twee jongste leden van de wolvenroedel.
Renee
De moeder van Bella. Ze is gescheiden van Charlie Swan.
Baan: Kleuterjuf
Relatie: Phil Dwyer
Charlie Swan
De vader van Bella. Hij woont in Forks, waar Bella naartoe verhuist op haar 17e.
Hij is gescheiden van Renee.
Baan: Commissaris van Forks
Relatie: Sue Clearwater

## Publicatiegeschiedenis
Volgens Stephenie Meyer kreeg ze het idee voor Twilight dankzij een droom op 2 juni 2003. Gebaseerd op deze droom schreef ze een manuscript dat uiteindelijk zou worden verwerkt in hoofdstuk 13 van het eerste boek uit de reeks.
Ondanks dat ze nog maar weinig ervaring had met schrijven, voltooide ze het eerste boek in drie maanden tijd.
Daarna tekende ze een contract met Little, Brown and Company voor drie boeken.
Twilight werd al snel populair, en kreeg meerdere prijzen waaronder:
- New York Times Editor's Choice
- Publishers Weekly Best Book of the Year
- Amazon.com "Best Book of the Decade...So Far"
- Teen People "Hot List" pick
- American Library Association "Top Ten Best Books for Young Adults" and "Top Ten Books for Reluctant Readers"
- De vijfde plaats in de New York Times-bestsellerslijst.[6]

Na het succes van Twilight, besloot Meyer het verhaal verder uit te diepen met nog drie boeken.

## Verfilming
- Op 21 november 2008 kwam de verfilming uit van het eerste boek in de reeks. Het script werd geschreven door Melissa Rosenberg. De regie was in handen van Catherine Hardwicke. Hoofdrollen werden vertolkt door onder anderen Kristen Stewart en Robert Pattinson.

- Op 20 november 2009 kwam de verfilming uit van het tweede boek in de reeks. Het script werd geschreven door Melissa Rosenberg. De regie was in handen van Chris Weitz. Hoofdrollen werden vertolkt door onder anderen Kristen Stewart, Robert Pattinson en Taylor Lautner.

- Op 30 juni 2010 kwam de verfilming uit van het derde boek. Het script werd geschreven door Melissa Rosenberg. De regie was in handen van David Slade. Hoofdrollen werden vertolkt door onder anderen Kristen Stewart, Robert Pattinson en Taylor Lautner.

- Op 16 november 2011 kwam de verfilming uit van het vierde boek. Het script werd geschreven door Melissa Rosenberg. De regie was in handen van Bill Condon. Hoofdrollen werden vertolkt door onder anderen Kristen Stewart, Robert Pattinson en Taylor Lautner.

- Op 16 november 2012 kwam de verfilming uit van het vierde boek(deel 2). Het script werd geschreven door Melissa Rosenberg. De regie was in handen van Bill Condon. Hoofdrollen werden vertolkt door onder anderen Kristen Stewart, Robert Pattinson en Taylor Lautner.